# 烏特林登角
烏特林登角（英語：Utrinden Point）是南極洲的海岬，位於毛德皇后地的阿斯特里德公主海岸，處於庫文山西北面的基爾萬海崖西南端，挪威探險隊根據測量和空中照片繪入地圖，現時由南極條約體系管理。